# Philipp Poisel

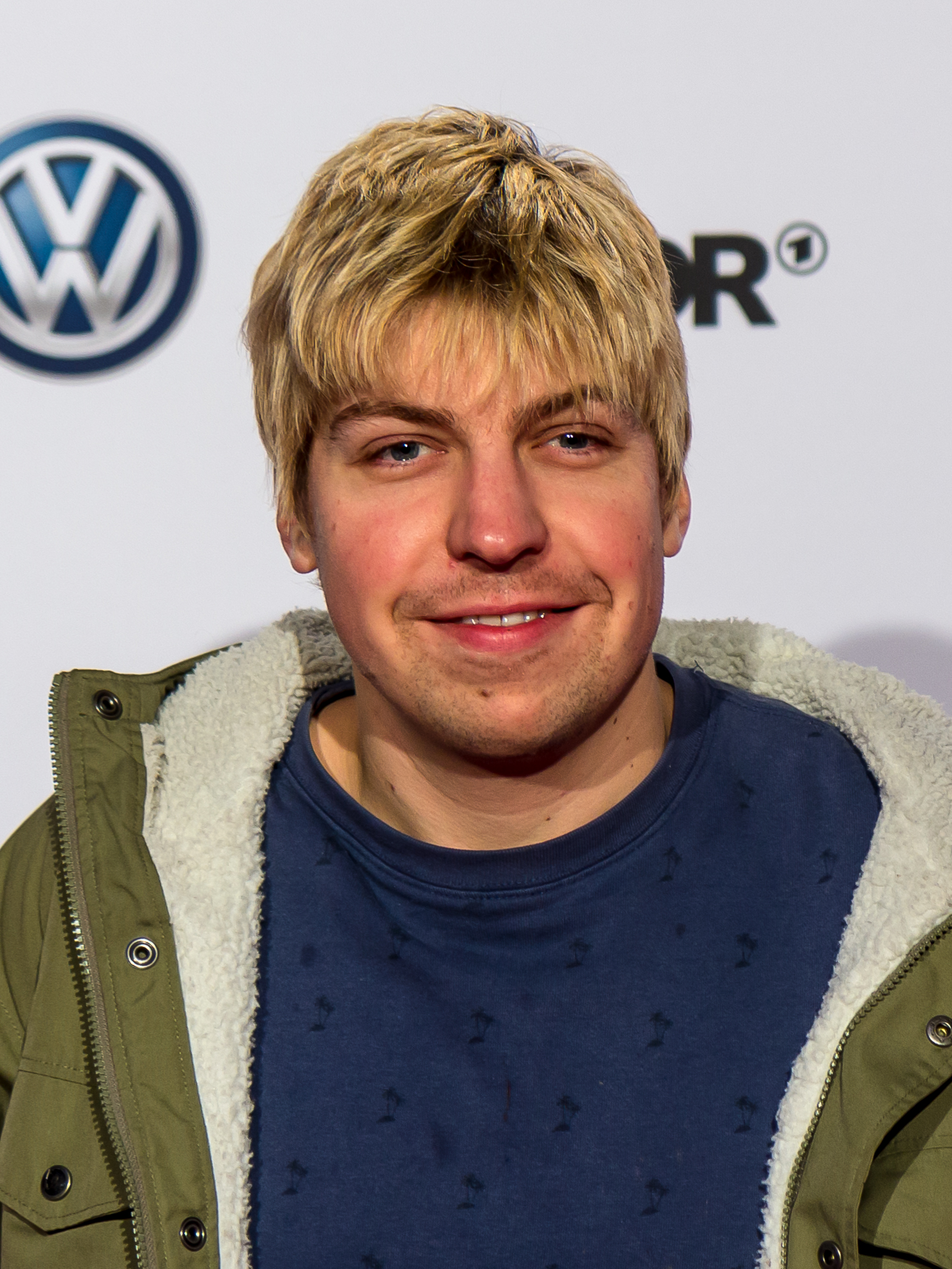
Philipp Poisel bei der 1 Live Krone 2016

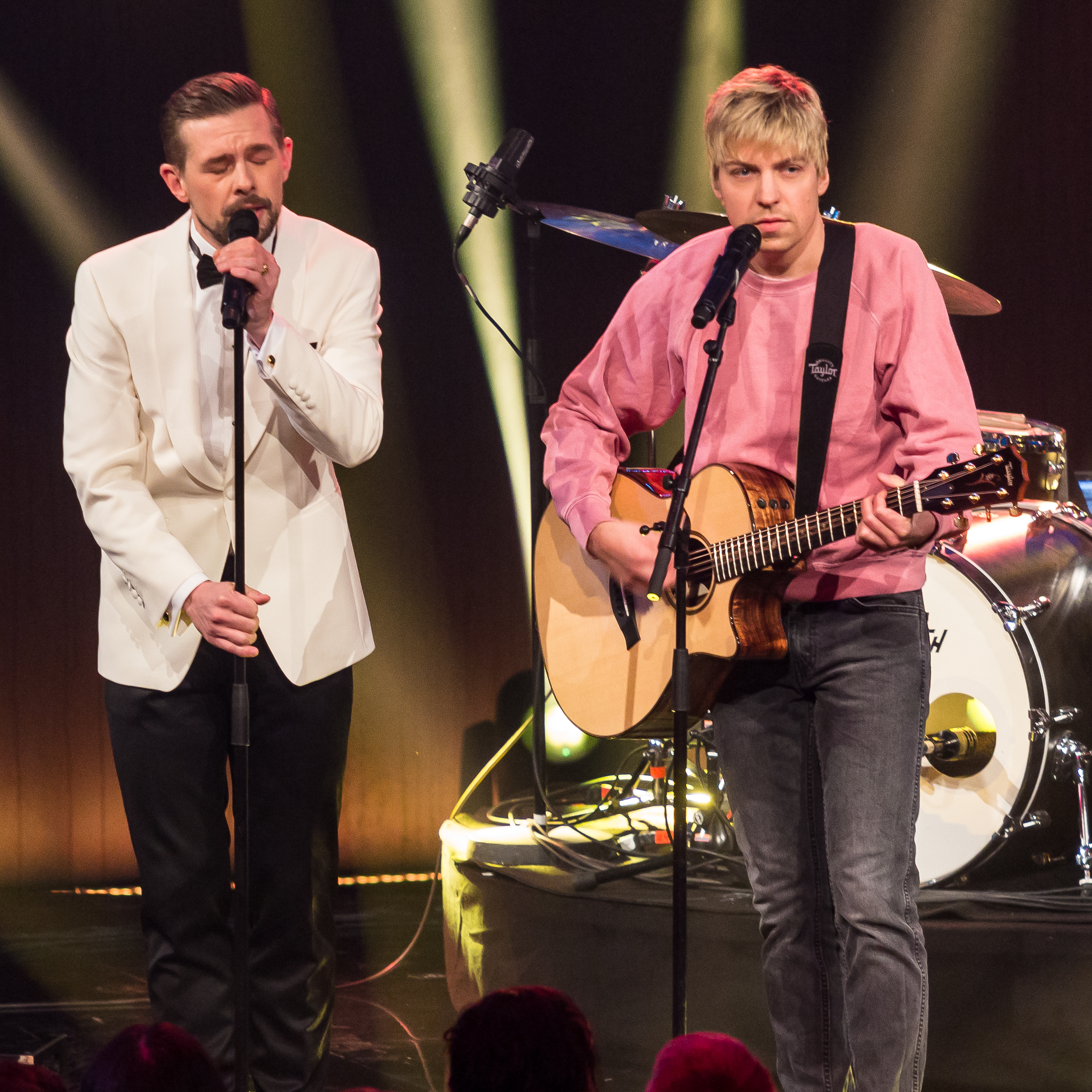
Philipp Poisel (rechts) spielt mit Klaas Heufer-Umlauf auf der 1 Live Krone 2016

Philipp Poisel [pwaˈzɛl] (* 18. Juni 1983 in Ludwigsburg) ist ein deutscher Liedermacher.

## Biografie

### Anfänge
Philipp Poisel wuchs in Markgröningen auf, begann als Kind mit dem Musizieren, spielte Schlagzeug und Gitarre. Eigene Kompositionen nahm er mit einem Kassettenrekorder auf. Er war Mitglied in einem Chor, erntete für seinen Gesang mehrmals negative Kritik und gab so den Chorgesang auf. Nach bestandenem Abitur wollte Poisel Realschullehrer für die Fächer Englisch, Kunst und Musik werden. Da er an der Aufnahmeprüfung im Fach Musik scheiterte, blieb ihm der Zutritt zu diesem Hochschulstudium verwehrt.

### Erstes Studioalbum
Nach zahlreichen Reisen durch Europa lernte Poisel im Sommer 2006 seinen späteren Produzenten Frank Pilsl kennen, mit dem er erste Demo-Aufnahmen einspielte. Der Sänger gründete das Label Holunder Records, das (Stand 2020) nunmehr als Sublabel von Grönland Records formal weiterbesteht, um etwa Poisel-Singles zu veröffentlichen. 2007 wurde Herbert Grönemeyer auf Poisel aufmerksam und nahm ihn im Januar 2008 bei seiner Plattenfirma Grönland unter Vertrag. Am 29. August 2008 erschien Poisels Debütalbum Wo fängt dein Himmel an?. Die gleichnamige erste Singleauskopplung hatte es einige Wochen zuvor auf Platz 77 der deutschen Single-Charts geschafft. Im gleichen Jahr trat Poisel im Vorprogramm von Ane Brun, Maria Mena, Suzanne Vega und Herbert Grönemeyer auf.

### Kommerzieller Durchbruch
Nach einer Tournee durch den deutschsprachigen Raum arbeitete Poisel an der Produktion seines zweiten Studioalbums Bis nach Toulouse. Es wurde am 27. August 2010 veröffentlicht und erreichte Platz acht der deutschen Album-Charts. Es war acht Wochen lang in den Top 50 vertreten, womit es den Erfolg des Debütalbums übertraf.
2011 steuerte Poisel die bis dahin unveröffentlichte Ballade Eiserner Steg zum Soundtrack von Matthias Schweighöfers Film What a Man bei, der am 25. August 2011 in den deutschen Kinos anlief. Das Lied wurde als Single veröffentlicht und erreichte zunächst Platz 21, Poisels bis dahin höchste Single-Platzierung in den deutschen Singlecharts. Nachdem Eiserner Steg Anfang Januar 2012 von Benny Fiedler in der Gesangs-Castingshow The Voice of Germany gesungen wurde, stieg das Lied Mitte Januar 2012 von Platz 100 auf Platz 4 der deutschen Singlecharts.
Im August 2012 veröffentlichte Poisel das Live-Album Projekt Seerosenteich, auf dem er 19 seiner Lieder neu mit Streicherquartett- und Klavierbegleitung interpretiert. Das Album stieg direkt auf Platz eins der deutschen Album-Charts ein.
Ebenfalls im August 2012 erschien die Single Wolke 7, ein Duett von Poisel mit Max Herre, das fünf Wochen lang in den Top Ten der deutschen Singlecharts platziert war.
Im September 2012 stieg Poisels Single Wie soll ein Mensch das ertragen? von zunächst Platz 59 auf Platz 5 der deutschen Singlecharts, nachdem Jean-Michel Aweh das Lied in der Castingshow Das Supertalent gesungen hatte. Es wurde damit Poisels dritter Top-Ten-Hit in Deutschland innerhalb eines Jahres. Auch in Österreich gelangte die Single nach Awehs Auftritt in die Top Ten.
Im Jahre 2014 war Poisel Teil der deutschen Version des Benefiz-Songs Do They Know It’s Christmas? von Band Aid 30 Germany, der am 21. November 2014 Weltpremiere feierte. Im Februar 2017 erschien sein drittes Studioalbum Mein Amerika. Er engagierte sich 2018 für Herzenssache e. V. Die Kinderhilfsaktion von SWR, SR und Sparda-Bank unterstützt unter anderem Hilfsprojekte für benachteiligte Kinder und Jugendliche in Poisels Heimatregion. Im September 2021 erschien sein viertes Studioalbum Neon.

### Privatleben
Poisel wohnt in Ludwigsburg (Stand Februar 2017). Seine Kindheit und Jugend in Markgröningen und insbesondere den Schäferlauf reflektiert Poisel im 2017 veröffentlichten Video zu seinem Lied Zum ersten Mal Nintendo.

## Diskografie
Studioalben

| Jahr | Titel Musiklabel                                | Höchstplatzierung, Gesamtwochen, AuszeichnungChartplatzierungen (Jahr, Titel, Musiklabel, Platzierungen, Wochen, Auszeichnungen, Anmerkungen) | Höchstplatzierung, Gesamtwochen, AuszeichnungChartplatzierungen (Jahr, Titel, Musiklabel, Platzierungen, Wochen, Auszeichnungen, Anmerkungen) | Höchstplatzierung, Gesamtwochen, AuszeichnungChartplatzierungen (Jahr, Titel, Musiklabel, Platzierungen, Wochen, Auszeichnungen, Anmerkungen) | Anmerkungen                                               |
| Jahr | Titel Musiklabel                                | DE | AT | CH | Anmerkungen                                               |
| ---- | ----------------------------------------------- | --- | --- | --- | --------------------------------------------------------- |
| 2008 | Wo fängt dein Himmel an? Grönland Records (WMG) | DE37 Gold · (11 Wo.)DE | AT65 (2 Wo.)AT | — | Erstveröffentlichung: 29. August 2008 Verkäufe: + 100.000 |
| 2010 | Bis nach Toulouse Grönland Records (RTD)        | DE8 Platin · (82 Wo.)DE | AT12 (13 Wo.)AT | CH57 (2 Wo.)CH | Erstveröffentlichung: 27. August 2010 Verkäufe: + 200.000 |
| 2017 | Mein Amerika Grönland Records (RTD)             | DE1 (13 Wo.)DE | AT6 (9 Wo.)AT | CH9 (3 Wo.)CH | Erstveröffentlichung: 17. Februar 2017                    |
| 2021 | Neon Grönland Records (RTD)                     | DE10 (3 Wo.)DE | AT33 (1 Wo.)AT | CH95 (1 Wo.)CH | Erstveröffentlichung: 17. September 2021                  |